# Minas de Oro
Minas de Oro est une municipalité du Honduras, située dans le département de Comayagua. La ville est fondée en 1820. La municipalité comprend 11 villages et 109 hameaux.

## Source de la traduction
- (en)/(es) Cet article est partiellement ou en totalité issu des articles intitulés en anglais « Minas de Oro » (voir la liste des auteurs) et en espagnol « Minas de Oro » (voir la liste des auteurs).